# Janusz Wielki
Janusz Wielki – polski inżynier, ekonomista, dr hab. nauk ekonomicznych, profesor uczelni, kierownik Katedry E-biznesu i Gospodarki Elektronicznej i dziekan Wydziału Ekonomii i Zarządzania Politechniki Opolskiej w kadencji 2016-2020.

## Życiorys
W 1986 ukończył studia mechaniki i budowy maszyn w Politechnice Opolskiej, 24 lutego 2000 obronił pracę doktorską Zastosowanie elektronicznego marketingu w procesie reengineeringu, 14 maja 2014 habilitował się na podstawie pracy zatytułowanej Modele wpływu przestrzeni elektronicznej na organizacje gospodarcze. Pracował w Instytucie Zarządzania Państwowej Wyższej Szkole Zawodowej w Nysie, oraz w Instytucie Zastosowań Matematyki na Wydziale Zarządzania, Informatyki i Finansów Uniwersytetu Ekonomicznego we Wrocławiu.
Został zatrudniony na stanowisku adiunkta w Katedrze Marketingu i Logistyki na Wydziale Zarządzania Politechniki Opolskiej i profesora nadzwyczajnego w Katedrze Organizacji i Zarządzania Przedsiębiorstwem na Wydziale Ekonomii i Zarządzania Politechniki Opolskiej.
Jest profesorem uczelni i kierownikiem Katedry E-biznesu i Gospodarki Elektronicznej na Wydziale Ekonomii i Zarządzania Politechniki Opolskiej. W kadencji 2016-2020 był dziekanem tego wydziału.
Był dyrektorem (p.o.) w Instytucie Innowacyjności Procesów i Produktów na Wydziale Inżynierii Produkcji i Logistyki Politechniki Opolskiej.